# 9e Golden Globe Awards
De 9e Golden Globe Awards, waarbij prijzen werden uitgereikt in verschillende categorieën voor de beste Amerikaanse films van 1951, vonden plaats op 21 februari 1952 in Ciro's in West Hollywood, Californië.

## Winnaars en genomineerden

#### Beste dramafilm
- A Place in the Sun
  - Bright Victory
  - Detective Story
  - Quo Vadis
  - A Streetcar Named Desire

#### Beste komische of muzikale film
- An American in Paris

#### Beste regisseur
- Laslo Benedek - Death of a Salesman
  - Vincente Minnelli - An American in Paris
  - George Stevens - A Place in the Sun

#### Beste acteur in een dramafilm
- Fredric March - Death of a Salesman
  - Kirk Douglas - Detective Story
  - Arthur Kennedy - Bright Victory

#### Beste actrice in een dramafilm
- Jane Wyman - The Blue Veil
  - Vivien Leigh - A Streetcar Named Desire
  - Shelley Winters - A Place in the Sun

#### Beste acteur in een komische of muzikale film
- Danny Kaye - On the Riviera
  - Bing Crosby - Here Comes the Groom
  - Gene Kelly - An American in Paris

#### Beste actrice in een komische of muzikale film
- June Allyson - Too Young to Kiss

#### Beste mannelijke bijrol
- Peter Ustinov - Quo Vadis

#### Beste vrouwelijke bijrol
- Kim Hunter - A Streetcar Named Desire
  - Lee Grant - Detective Story
  - Thelma Ritter - The Mating Season

#### Beste mannelijke nieuwkomer
- Kevin McCarthy - Death of a Salesman

#### Beste vrouwelijke nieuwkomer
- Pier Angeli - Teresa

#### Beste scenario
- Bright Victory - Robert Buckner

#### Beste score
- September Affair - Victor Young
  - The Day the Earth Stood Still - Bernard Herrmann
  - The Well - Dimitri Tiomkin

#### Beste cinematografie - zwart-wit
- Death of a Salesman - Franz F. Planer
  - Decision Before Dawn - Franz F. Planer
  - A Place in the Sun - Willian C. Mellor

#### Beste cinematografie - kleur
- Quo Vadis - William V. Skall

#### Bevorderen van internationaal begrip
- Robert Wise - The Day the Earth Stood Still

#### Henrietta Award
- Esther Williams

#### Special Achievement Award
- Alain Resnais - Pictura